# Matteo Picchio
Matteo Picchio (Monza, 12 febbraio 2000) è un pallavolista italiano, libero del Milano.

## Carriera

### Club
La carriera di Matteo Picchio inizia nel 2010 nelle giovanili del Milano: viene promosso in prima squadra, in Superlega nella stagione 2018-19. Nell'annata 2019-20 viene ceduto al Concorezzo, in Serie B, mentre in quella successiva è alla Libertas Brianza, in Serie A2.
Nella stagione 2021-22 è in Superlega con la Top Volley Latina, per poi ritornare in Serie A2 alla Libertas Brianza in quella 2022-23. Per il campionato 2024-25 viene ingaggiato nuovamente dal Milano, nella massima divisione.